# Більський Казимир Карлович
Казимир Карлович Більський  — український радянський діяч, голова Золочівського райвиконкому, 1-й секретар Дрогобицького і Нестеровського (Жовківського) райкомів КПУ Львівської області.

## Біографія
З 1941 року — в Червоній армії, учасник німецько-радянської війни. До вересня 1942 року служив у 384-му запасному стрілецькому полку 44-ї запасної стрілецької дивізії.
Член ВКП(б) з 1946 року.
Перебував на партійній роботі.
На 1952 — червень 1957 року — 2-й секретар Золочівського районного комітету КПУ Львівської області.
На червень 1957—1958 року — 2-й секретар Золочівського міського комітету КПУ Львівської області.
На 1959—1960 роки — голова виконавчого комітету Золочівської районної ради депутатів трудящих Львівської області.
У квітні — грудні 1962 року — 1-й секретар Дрогобицького районного комітету КПУ Львівської області.
У грудні 1962 — січні 1965 року — секретар партійного комітету Дрогобицького виробничого управління.
У січні 1965 — грудні 1975 року — 1-й секретар Дрогобицького районного комітету КПУ Львівської області.
У грудні 1975 — червні 1987 року — 1-й секретар Нестеровського районного комітету КПУ Львівської області.
З червня 1987 року — персональний пенсіонер.

## Родина
Народився в сім'ї Карла і Марії Петрівни Більських. Дружина — Стефанія Зіновіївна. Мав доньку та двох синів.

## Нагороди
- орден Трудового Червоного Прапора (8.12.1973)
- орден «Знак Пошани» (26.02.1958)
- медалі